# Flughafen Belaja Gora

i7
i11
i13
Der Flughafen Belaja Gora (IATA-Code: BGN, ICAO-Code: UESG) ist der Verkehrsflughafen von Belaja Gora in der Republik Sacha im Nordosten Russlands. Er liegt 2,5 Kilometer nordöstlich der Siedlung am rechten Ufer der Indigirka auf einer Höhe von 27 m.
Vom Flughafen Belaja Gora gibt es mehrmals pro Woche Flüge zum Flughafen Jakutsk.

## Geschichte
Der Flughafen wurde 1974 gebaut und in Betrieb genommen. Seit dem Jahr 1982, als die 2000 m lange Start- und Landebahn eröffnet wurde, kann der Flughafen auch im Winter angeflogen werden.